# Rikki-Tikki-Tavi (film 1975)
Rikki-Tikki-Tavi (ros. Рикки-Тикки-Тави) – radziecko-indyjski film z 1975 roku w reżyserii Aleksandra Zguridi i Nany Kldiaszwili powstały na podstawie utworu Rudyarda Kiplinga o tym samym tytule, pochodzącego ze zbioru Księga dżungli.

## Obsada
- Andriej Mironow jako Rikki-Tikki-Tavi (głos)
- Jurij Puzyriow jako Nag (głos)
- Aleksiej Batałow
- Margarita Tieriechowa jako Margaret

## Wersja polska
Wersja polska: Studio Opracowań Filmów w Łodzi
- Reżyseria: Maria Horodecka
- Dialogi: Krystyna Kotecka
- Dźwięk: Marek Dubowski
- Montaż: Ewa Rajczak
- Kierownictwo produkcji: Edward Kupsz

Źródło: